# UFC 95
UFC 95: Sanchez vs. Stevenson è stato un evento di arti marziali miste tenuto dalla Ultimate Fighting Championship il 21 febbraio 2009 alla The O2 Arena di Londra, Regno Unito.

## Retroscena
I lottatori del main event Diego Sanchez e Joe Stevenson sono i vincitori rispettivamente della prima e della seconda stagione del reality show The Ultimate Fighter.
Neil Grove avrebbe dovuto affrontare Justin McCully, ma quest'ultimo fu indisponibile e venne sostituito con Mike Ciesnolevicz.
Terry Etim doveva vedersela con Justin Buchholz, ma lo statunitense diede forfait a causa di un'infezione e venne rimpiazzato con Brian Cobb.
Per Eklund avrebbe dovuto sfidare il francese David Baron, ma quest'ultimo diede forfait e venne scelto Evan Dunham come rincalzo.

## Risultati

### Card preliminare
- Incontro categoria Pesi Welter:  Paul Kelly contro  Troy Mandaloniz

Kelly sconfisse Mandaloniz per decisione unanime (30–27, 30–27, 30–28).
- Incontro categoria Pesi Massimi:  Neil Grove contro  Mike Ciesnolevicz

Ciesnolevicz sconfisse Grove per sottomissione (heel hook invertito) a 1:03 del primo round.
- Incontro categoria Pesi Leggeri:  Per Eklund contro  Evan Dunham

Dunham sconfisse Eklund per KO (pugni) a 2:14 del primo round.
- Incontro categoria Pesi Massimi:  Junior dos Santos contro  Stefan Struve

dos Santos sconfisse Struve per KO Tecnico (pugni) a 0:54 del primo round.
- Incontro categoria Pesi Leggeri:  Terry Etim contro  Brian Cobb

Etim sconfisse Cobb per KO Tecnico (calcio alla testa e pugni) a 0:10 del secondo round.

### Card principale
- Incontro categoria Pesi Welter:  Josh Koscheck contro  Paulo Thiago

Thiago sconfisse Koscheck per KO (pugno) a 3:29 del primo round.
- Incontro categoria Pesi Welter:  Dan Hardy contro  Rory Markham

Hardy sconfisse Markham per KO (pugno) a 1:09 del primo round.
- Incontro categoria Pesi Medi:  Demian Maia contro  Chael Sonnen

Maia sconfisse Sonnen per sottomissione (strangolamento triangolare) a 2:37 del primo round.
- Incontro categoria Pesi Medi:  Nate Marquardt contro  Wilson Gouveia

Marquardt sconfisse Gouveia per KO Tecnico (colpi) a 3:10 del terzo round.
- Incontro categoria Pesi Leggeri:  Diego Sanchez contro  Joe Stevenson

Sanchez sconfisse Stevenson per decisione unanime (30–27, 30–27, 29–28).

## Premi
Ai vincitori sono stati assegnati 40.000$ per i seguenti premi:
- Fight of the Night:  Diego Sanchez contro  Joe Stevenson
- Knockout of the Night:  Paulo Thiago
- Submission of the Night:  Demian Maia